# Olympische Sommerspiele 1988/Teilnehmer (Malaysia)
| Gelbes Symbol für Goldmedaillen mit stilisierten Olympischen Ringen | Graues Symbol für Silbermedaillen mit stilisierten Olympischen Ringen | Braundes Symbol für Bronzemedaillen mit stilisierten Olympischen Ringen |
| ------------------------------------------------------------------- | --------------------------------------------------------------------- | ----------------------------------------------------------------------- |
| —                                                                   | —                                                                     | —                                                                       |

Malaysia nahm an den Olympischen Sommerspielen 1988 in Seoul mit einer Delegation von neun Athleten (fünf Männer und vier Frauen) an fünf Wettkämpfen in fünf Sportarten teil. Es konnten dabei keine Medaillen gewonnen werden. Fahnenträger bei der Eröffnungsfeier war der Leichtathlet Sabiahmad Ahad.

## Teilnehmer nach Sportarten

### Leichtathletik
| Männer - Nordin Mohamed Jadi 400 Meter: Vorläufe | Frauen - Josephine Mary Singarayar 400 Meter: Vorläufe |

### Radsport
Männer
- Rosman Alwi
Sprint: 2. Runde
1000 Meter Zeitfahren: 25. Platz

- Murugayan Kumaresan
Straßenrennen: 92. Platz
Punktefahren: Vorläufe

### Schießen
- Jimmy Chin
Skeet: 52. Platz

### Schwimmen
| Männer - Jeffrey Ong 200 Meter Freistil: 53. Platz 400 Meter Freistil: 36. Platz 1500 Meter Freistil: 29. Platz | Frauen - Nurul Huda Ch' Su-Lin 200 Meter Freistil: 27. Platz 400 Meter Freistil: 23. Platz 800 Meter Freistil: 19. Platz |

### Tischtennis
Frauen
- Lau Wai Cheng
Einzel: Gruppenphase
Doppel: Gruppenphase

- Leong Mee Wan
Einzel: Gruppenphase
Doppel: Gruppenphase